# ملادين فاسيليف
ملادين فاسيليف (بالبلغارية: Младен Василев)‏ مواليد 29 يوليو 1947 في بلغاريا، هو لاعب كرة قدم بلغاري سابق كان يلعب في خط الهجوم. سبق له أن لعب في كأس العالم لكرة القدم مع منتخب بلاده في مونديال عام 1974.

## المسيرة الاحترافية

### أندية لعب لها
- سلافيا صوفيا
- أكاداميك صوفيا

## روابط خارجية
- ملادين فاسيليف على موقع الاتحاد الدولي (مؤرشف)  (الإنجليزية)
- ملادين فاسيليف على موقع الاتحاد الأوربي (الإنجليزية)
- ملادين فاسيليف على موقع قاعدة بيانات كرة القدم.إي يو (الإنجليزية)
- ملادين فاسيليف على موقع ناشيونال فوتبول تيمز (الإنجليزية)